# Jan Bula
Jan Bula (ur. 24 czerwca 1920 w Lukovie, zm. 20 maja 1952 w Jihlavie) – czeski duchowny katolicki, proboszcz parafii Rokytnice nad Rokytnou, ofiara prześladowań komunistycznych.

## Życiorys
Syn kolejarza Antonina Buli i Marii. W 1939 zdał egzamin dojrzałości i rozpoczął naukę w seminarium duchownym w Brnie. W 1943 przerwał naukę i zatrudnił się w zakładach ceramicznych we Vranovskiej Vsi. Do seminarium wrócił w 1944. 29 lipca 1945 przyjął święcenia kapłańskie z rąk biskupa Stanislava Zeli. Miesiąc później rozpoczął pracę duszpasterską z dziećmi i młodzieżą jako wikary w parafii Rokytnice nad Rokytnou. W 1949, po śmierci ks. Stanislava Lakomego został proboszczem tej parafii.
W 1951 do ks. Buli dotarł Ladislav Malý, którego znał z czasów szkolnych. Malý twierdził, że udało mu się wyprowadzić z miejsca internowania abp Josefa Berana, a arcybiskup zamierza wyspowiadać się przed opuszczeniem kraju. Poinformowany przez znajomego duchownego, że Malý może być prowokatorem, Bula odmówił dalszej współpracy z nim. 30 kwietnia 1951 Bula został aresztowany przez funkcjonariuszy Służby Bezpieczeństwa.
2 lipca 1951 Ladislav Malý zorganizował spotkanie przedstawicieli władz lokalnych z Babic, w czasie którego zostało zastrzelonych trzech urzędników. O udział w tym zabójstwie został oskarżony ks. Jan Bula, mimo iż od kilku miesięcy przebywał w więzieniu. Po trzydniowym procesie, 15 listopada 1951 został skazany przez sąd wojskowy w Třebíču na karę śmierci. Prośba o ułaskawienie została odrzucona przez Sąd Najwyższy. Wyrok wykonano 20 maja 1952 w więzieniu w Jihlavie, przez powieszenie. Ciało spalono, a urna z prochami pochowana w nieznanym miejscu.
W 1990 został rehabilitowany. Od 25 marca 2004 na poziomie diecezjalnym toczy się proces beatyfikacyjny ks. Jana Buli.
W Lukovie powstała izba pamięci księdza.